# Felix Brenner (giocatore di football americano)
Felix Brenner (1988) è un ex giocatore di football americano tedesco che ha giocato come wide receiver.
Anche i suoi fratelli Johannes e Simon hanno giocato a football americano.

## Palmarès
- 2 CEFL Bowl (Schwäbisch Hall Unicorns, 2021[1], 2022[1])
- 3 German Bowl (Schwäbisch Hall Unicorns, 2011, 2012, 2022[1])